# Cordova (Alabama)
Cordova – miasto w Stanach Zjednoczonych, w stanie Alabama, w hrabstwie Walker. W roku 2023 miasto zamieszkiwało 1675 osób, a gęstość zaludnienia wynosiła 108,8 osoby/km².